# István Hiller
Pour les articles homonymes, voir Hiller.
Dans le nom hongrois Hiller István, le nom de famille précède le prénom, mais cet article utilise l’ordre habituel en français István Hiller, où le prénom précède le nom.
István Hiller, né le 7 mai 1964 à Sopron, est un homme politique hongrois et ancien premier secrétaire du Parti socialiste hongrois entre le 16 octobre 2004 et le 24 février 2007, succédant à László Kovács, et suivi par Ferenc Gyurcsány. Cofondateur du parti, Hiller fut Ministre de la Culture sous le gouvernement Ferenc Gyurcsány de 2003 à 2005 avant d'être remplacé par András Bozóki. Il devient vice-président du parti en 2003. Il est ministre de la Culture de 2002 à 2006, et ministre de l'Éducation et de la Culture de 2006 à 2010.
Hiller étudia à l'université Loránd Eötvös de Budapest et à l'université de Heidelberg, et soutint une thèse à l'université de Vienne en 1995 et 1997. Il parle couramment anglais, allemand, italien, latin et grec ancien.
Hiller est marié et père de deux enfants, Gábor (né en 1990) et Dávid (né en 1992).